# Barasa basigerella
Barasa basigerella är en fjärilsart som beskrevs av Walker 1866. Barasa basigerella ingår i släktet Barasa och familjen trågspinnare. Inga underarter finns listade i Catalogue of Life.